# 奧西歐拉鎮區 (明尼蘇達州倫維爾縣)
奧西歐拉鎮區（英語：Osceola Township）是位於美國明尼蘇達州倫維爾縣的一個行政鎮區。

## 地方資料
奧西歐拉鎮區的面積為94.00平方千米，皆為陸地。根據2020年美國人口普查的數據，當地共有人口129人，而人口密度為每平方千米1.37人。